# 郑元 (唐朝)
郑元（8世纪—809年），唐朝官员。
郑元举进士及第，官至御史中丞。唐德宗贞元年间，担任河中节度使杜确行军司马。杜确死后，继任为河中节度使，入朝拜为尚书左丞。元和二年（807年），转任户部侍郎、兼御史大夫、判度支。元和三年（808年）春，转任刑部尚书，兼京兆尹。九月，再次判度支，依然还是担任刑部尚书、兼御史大夫。郑元性情严毅，有威断，担任要职，时人称道他的能力。元和四年（809年），因病辞职，守本官，过了一个月就去世了。